# Ołena Gerdan-Zakłynśka
Ołena Gerdan-Zakłynśka (ukr. Олена Ґердан-Заклинська, ur. 14 kwietnia 1916 w Ilci, zm. 23 stycznia 1999 w Reading) – ukraińska tancerka baletowa, choreografka, malarka.

## Życiorys
Urodziła się na Huculszczyźnie, u podnóża Karpat, we wiosce Ilcia. Jej rodzicami byli Osipa i Bohdan Zakłyńscy. Jej ojciec (ur. 1886, zm. 1946) był nauczycielem i etnografem, jej matka nauczycielką i kucharką. O jej młodzieńczym tańcu wspomniała przyjaciółka rodziny, poetka Marijka Pidhirianka w jednym ze swoich wierszy. Chodziła do szkoły podstawowej w Boczkowie Wielkim. 
Uczęszczała do czterech klas praskiego gimnazjum ukraińskiego w 1930 roku, w Pradze uczyła się w szkole baletowej. Ukończyła Ukraiński Instytut dla Dziewcząt w Przemyślu. Następnie uczyła się w Lwowskiej Państwowej Szkoły Choreograficznej, oraz tańca m.in. u Wasyla Awramenki i Ołeksandra Kostina, muzyki u Mykoły Kołessy i Romana Sawyćkiego. Współpracowała z pisarzem Swiatosławem Hordynśkim. Pracowała jako choreograf od 1936 roku. W maju 1939 roku zdobyła 2. nagrodę na 11. Międzynarodowym Festiwalu Tańca w Brukseli za wykonanie tańca „dribuszka” (według innych źródeł w 1938 roku). Na początku 1940 roku pracowała w Operze Lwowskiej. 
Wyjechała do Wiednia podczas II wojny światowej, ukończyła tamże szkołę tańca w 1944 roku; znalazła się w obozie dla przesiedleńców w Innsbrucku, wyjechała do Kanady w 1948 roku (od tego czasu zaczęła używać pseudonimu Gerdan), gdzie w Toronto około 1952 roku założyła własną szkołę tańca. Prowadziła też drugą szkołę w Winnipeg oraz jeszcze jedną w Stanach Zjednoczonych. W Kanadzie uczyła także języka ukraińskiego. Na emigracji zdobywała najwyższe nagrody na festiwalach tańca. Od 1956 roku mieszkała w Nowym Jorku. Pracowała tamże jako profesor choreografii w Ukraińskim Instytucie Muzycznym. 
Podarowała ukraińskie pisanki do muzeum w Stanach Zjednoczonych. Zmarła w 1999 roku, została pochowana w Reading stanie Pensylwania. 
Bohdan Soluk nakręcił o niej film pt.Чар танку (trb. Czar tanku) w 1955 roku. W 2013 roku ukazała się książka o niej pt. Оленка Ґердан-Заклинська (trb. Ołenka Gerdan-Zakłynśka), natomiast w 2015 roku we Lwowie ukazała się monografia poświęcona jej osobie pt. Оленка Ґердан-Заклинська (1916–1999): життя у мистецтві: матеріали до історії українського мистецтва XX століття (trb. Ołenka Gerdan-Zakłynśka (1916–1999): żyttia u mystectwi: materiały do istoriji ukrajinśkoho mystectwa XX stolittia).

## Twórczość
Była poliglotką, znała języki: ukraiński, angielski, czeski, francuski, łacinę, niemiecki i polski. Interesowała ją poezja Łesi Ukrainki i Wasyla Paczowskiego, badała kulturę Łemków. Doprowadziła do wydania wspomnień swojego pradziadka Ołeksy Zakłynskiego w Toronto w 1960 roku pt. Записки пароха Старих Богородчан (trb. Zapysky parocha Starych Bohorodczan). Wydała tom własnych poezji pt. Ритми полонин (trb. Rytmy połonyn; Nowy Jork, 1964). Tworzyła kompozycje taneczne związane w ukraińskimi tańcami ludowymi, m.in. do spektaklu Слава України (trb. Sława Ukrajiny), zaprezentowanego w Toronto. Uczyła się malarstwa u Lubomyra-Romana Kuźmy (1913–2004) w Nowym Jorku. Jej grafiki i akwarele nawiązywały do jej rodzinnych Karpat.